# بانک سعودی هلندی
بانک سعودی هلندی (به عربی: البنك السعودي الهولندي) شرکت خدمات مالی و بانکداری عربستانی است، که در زمینه ارائه خدمات بانکداری خرد، بانکداری شرکتی، بانکداری سرمایه‌گذاری، مدیریت دارایی و خدمات بیمه فعالیت می‌کند.
بانک سعودی هلندی در سال ۱۹۲۶ به عنوان اولین بانک عربستان سعودی، توسط سازمان تجارت هلند تأسیس شد و تا پیش از تاسیس بانک مرکزی سعودی در سال ۱۹۵۲، این بانک وظایف بانک مرکزی این کشور را برعهده داشت. شعبه مرکزی بانک سعودی هلندی در شهر ریاض قرار دارد و بخشی از سهام آن در بازار بورس تداول معامله می‌شود.